# Quetiapina
La quetiapina és un antipsicòtic atípic que s'utilitza per tractar l'esquizofrènia, el trastorn bipolar i la depressió major. Tot i que s'utilitza àmpliament com a ajuda per dormir a causa del seu efecte sedant, els beneficis d'aquest ús no semblen en general superar els efectes secundaris. Es pren per via oral.
Els efectes secundaris comuns inclouen somnolència, restrenyiment, augment de pes i boca seca. Altres efectes secundaris inclouen pressió arterial baixa en posar-se dret, convulsions, erecció prolongada, sucre en la sang elevat, discinèsia tardana i síndrome neurolèptica maligna. En persones grans amb demència, el seu ús augmenta el risc de mort. L'ús durant el tercer trimestre de l'embaràs pot provocar un trastorn del moviment en el nadó durant un temps després del naixement. Es creu que la quetiapina funciona bloquejant diversos receptors de dopamina i serotonina.
La quetiapina es va desenvolupar el 1985 i es va aprovar per a ús mèdic als Estats Units el 1997. Està comercialitzada a Espanya com a EFG, Psicotric, Qudix, Seroquel, Atrolak, Quentiax, Rocoz.